# Sistema Nacional de Televisión
SNT - Sistema Nacional de Televisión est une chaîne de télévision ouverte paraguayenne lancée le 29 septembre 1965 par Carlos Morinigo Delgado, sous le nom de Canal 9 TV Cerro Corá. Avec le signal actuel de ZPV 900 TV, il appartient à Albavisión, exploité par Grupo SNT.
Elle a été lancée en tant que première chaîne de télévision de la république du Paraguay et sa portée est estimée à 4 millions d'habitants, ce qui correspond à 57 % de la population totale (août 2019).
Cette société de télévision est membre de l'Organisation des télécommunications ibéro-américaines (OTI).